# Saria (film 2019)
Saria è un cortometraggio del 2019 diretto da Bryan Buckley. 
Il film è ispirato alle vicende, realmente accadute, dell'incendio dell'orfanotrofio in Guatemala del 2017. 

## Trama
Saria e Ximena sono due sorelle, rispettivamente di 12 e 14 anni, che vivono all'interno del Virgen de la Asunción Safe Home: un orfanotrofio regolato da una disciplina brutale nel quale è accettato dalle guardie che degli estranei entrino e stuprino le ragazze al suo interno. 
A seguito degli abusi quotidiani subiti, Saria insieme  sua sorella Ximena, con l'aiuto di Appo, il fidanzato di Ximena, trama per fuggire. Con questo fine, le ragazze organizzano una protesta di massa e poi, dopo che le guardie sono distratte, Appo e i ragazzi della parte maschile dell'orfanotrofio attaccano. I bambini riescono a fuggire dall'orfanotrofio, ma la maggior parte di loro, comprese le due sorelle e Appo, vengono catturati. 
Una volta di nuovo all'interno dell'orfanotrofio, le ragazze vengono rinchiuse in una stanza angusta con solo dei materassi per terra, e la guardia siede fuori dalla porta chiusa a chiave.  
Cercando un modo per uscire, le ragazze accendono un fuoco nella speranza di essere liberate. Ma la guardia ignora la loro richiesta di aiuto e le urla disperate. 
Nell'episodio accaduto realmente si contano 41 ragazze che hanno perso la vita, in quei 9 minuti in cui nessuno ha aperto la porta.  

## Riconoscimenti
- 2020 - Premio Oscar[3]
  - Candidatura per il miglior cortometraggio